# Mountainside (New Jersey)
Mountainside – miejscowość w hrabstwie Union w stanie New Jersey w USA. Według danych z 2010 roku Mountainside zamieszkiwało ponad 6,5 tys. osób.